# Ecaterina Vogel
Ecaterina Vogel, coniugata Savu (Bucarest, 1946), è un'ex cestista rumena.

## Carriera
Con la Romania ha disputato cinque edizioni dei Campionati europei (1964, 1966, 1968, 1970, 1974).